# Colletes longiceps
Colletes longiceps là một loài Hymenoptera trong họ Colletidae. Loài này được Friese mô tả khoa học năm 1910.